# Тајлер Ханикат
Тајлер Ханикат (енгл. Tyler Honeycutt; Лос Анђелес, 15. јул 1990 — 7. јул 2018) био је амерички кошаркаш. Играо је на позицији крила.

## Биографија
Ханикат је колеџ каријеру провео на Универзитету Калифорније у Лос Анђелесу (енгл. UCLA) за који је наступао од 2009. до 2011. године. На НБА драфту 2011. је одабран као 35. пик од стране Сакраменто кингса. Са њима је провео сезону и по, и за то време одиграо 24. утакмице уз малу минутажу. Играо је и у НБА развојној лиги - прво за Рино бигхорнсе а касније и за Рио Гранде Вали вајперсе са којима је и освојио НБДЛ у сезони 2012/13. Сезону 2013/14. проводи у екипи Ирони Нес Ционе из Израела. Од јула 2014. је наступао за Химки и са њима је освојио Еврокуп у сезони 2014/15. У сезони 2016/17. је био играч Анадолу Ефеса. У сезони 2017/18. је поново играо за Химки.

## Смрт
Током ноћи 6. јула 2018, Ханикатова мајка је позвала 911 (хитне службе) и пријавила да се њен син понаша неуравнотежено. Кад је полиција стигла, Тајлер Ханикат је забарикадирао улаз у своју кућу у Шерман Оуксу, Лос Анђелес и отворио ватру на њих. Након неколико сати, специјалци су ушли у кућу где су нашли Ханиката мртвог. Аутопсијом је утврђено да је извршио самоубиство пуцајући себи у главу.

## Успеси

### Клупски
- Рио Гранде Вали вајперси:
  - НБА развојна лига (1): 2012/13.

- Химки:
  - Еврокуп (1): 2014/15.